# Sabino Chialà
Sabino Chialà (Locorotondo, 24 marzo 1968) è un monaco cristiano, teologo e biblista italiano, dal 30 gennaio 2022 priore della Comunità monastica di Bose.

## Biografia
Dopo aver completato gli studi superiori, dal 1989 è monaco nel monastero di Bose. 
Studioso di ebraico e siriaco è un esperto di scritti apocrifi cristiani e di letteratura dei primi secoli del cristianesimo, soprattutto orientali. In particolare si occupa dei Padri del deserto ed è uno specialista di Isacco di Ninive. Ha compiuto i suoi studi presso l'Università di Torino e l'Université catholique de Louvain. 
È accademico dell'Accademia Ambrosiana di Milano ed è stato presidente di «Syriaca», Associazione di studi siriaci in Italia; dal 2014 è anche membro cattolico della Commissione mista internazionale per il dialogo teologico tra la Chiesa cattolica e la Chiesa ortodossa.
È autore di un centinaio di pubblicazioni a carattere scientifico o di alta divulgazione, come pure di testi spirituali; tiene conferenze e ritiri su questi temi.
Il 30 gennaio 2022 è stato eletto priore della comunità di Bose.

## Opere (elenco parziale)
- Discese agli inferi, Magnano, Qiqajon, 2000, ISBN 9788882270773.
- La vita spirituale nei Padri del Deserto, Trapani, Il pozzo di Giacobbe, 2006, ISBN 9788887324907.
- Libro delle parabole di Enoc, Brescia, Paideia, 2007, ISBN 9788839407399.
- Silenzi. Ombre e luci del tacere, Magnano, Qiqajon, 2011, ISBN 9788882273224.
- L'uomo contemporaneo. Uno sguardo cristiano, Brescia, Morcelliana, 2012, ISBN 9788837225889.
- La perla dai molti riflessi. La lettura della Scrittura nei padri siriaci, Magnano, Qiqajon, 2014, ISBN 9788882274207.
- Cristiani in una società plurale. La paradossale cittadinanza dell'A Diogneto, Padova, Il Messaggero, 2020, ISBN 978-88-250-5027-1.
- L'amore che resta. Qohelet e Cantico dei cantici, Brescia, Morcelliana, 2021, ISBN 978-88-372-3461-4. Con Emanuele Borsotti.
- Desideri. Sui moti del desiderare, Villa Verucchio (RN), Pazzini, 2021, ISBN 978-88-6257-385-6.
- Isacco di Ninive, Discorsi ascetici. Prima collezione, Magnano, Qiqajon, 2021, ISBN 978-88-8227-583-9. Introduzione, traduzione e note a cura di Sabino Chialà.
- Pensare e dire. Alcuni spunti per praticare coscienza e parresia, Magnano, Qiqajon, 2021, ISBN 978-88-8227-594-5.